# Xian H-6
O Xian H-6 (em chinês: 轰-6) é um bombardeiro produzido na República Popular da China sob uma licença com a Rússia. É essencialmente uma versão chinesa do bombardeiro bijato soviético Tupolev Tu-16, sendo usado pela Força Aérea da China e pela Marinha da China.
O Tu-16 chegou pela primeira vez à China em 1958, e a Xi'an Aircraft Industrial Corporation assinou um contracto de licença com a União Soviética para construir esta aeronave. O primeiro Tu-16, ou "H-6" como foi designado pelos chineses, voou em 1959. O H-6 foi construído numa fábrica em Xian, tendo sido construídos pelo menos 150 exemplares até aos anos 90. Actualmente, estima-se que a China opere cerca de 120 exemplares. Ao longo da segunda metade do século XX, o H-6 foi exportado para o Egipto e para o Iraque.
É, desde as primeiras versões, um bombardeiro médio estratégico com capacidade nuclear, o que faz da China um dos três países com capacidade de enviar aeronaves em missões de ataque nuclear; os outros dois países são a Rússia e os Estados Unidos.
A última versão desta aeronave, o H-6K, voou pela primeira vez em 2007 e entrou em serviço em 2009. Operando pelo menos 15 unidades, o H-6K é capaz de transportar e lançar misseis de cruzeiro, sendo considerado um bombardeiro estratégico com capacidade nuclear. Destacando-se das versões anteriores, é alimentado por novos motores, transporte uma maior quantidade de combustível, e sofreu uma modificação na parte da frente da fuselagem.

## Variantes

### Variantes de produção
- Xian H-6 – Bombardeiro convencional. Produção sob licença na China do Tupolev Tu-16, primeiro voo em 1959.[6]
- Xian H-6A – Bombardeiro nuclear.[6]
- Xian H-6B – Reconhecimento aéreo.[6]
- Xian H-6C – Bombardeiro convencional com nova suíte de contramedidas eletrônicas.[6]
- Xian H-6D – Bombardeiro anti-navio introduzido no início dos anos de 1980, era armado com dois mísseis de lançamento aéreo C-601, um abaixo de cada asa.[6]

Foi atualizado posteriormente com dois mísseis supersônicos anti-navio C-301, ou quatro C-101. Existe uma versão atualizada da aeronave capaz de transportar quatro mísseis anti-navio C-801 que estão atualmente em desenvolvimento.
- Xian H-6E – Bombardeiro estratégico nuclear com nova suíte de contramedidas eletrônicas,[6] entrou em serviço em 1980.
- Xian H-6F – Nova designação da atualização dos modelos H-6A e H-6C. Muitas atualizações nos anos de 1990 com novos sistemas de navegação inercial, navegação por radar doppler e receptor de GPS.[6]
- Xian H-6G – Provedor de dados para lançadores de mísseis de cruzeiro lançados do solo, construídos nos anos de 1990. Não possuía baia de bombas internas e nem armamento defensivo.[6] Aeronave de guerra eletrônica com pilones de contramedidas sob as asas.[8]
- Xian H-6H – Transportador de mísseis de cruzeiro de ataque ao solo com dois mísseis, sem armamento defensivo e baia de bombas.[6]
- Xian H-6K – Última variante do H-6, re-motorizado com turbofans D-30KP de 12 000 kgf (26 500 lbf) de empuxo, outras modificações incluem entradas de ar mais largas, convés de voo redesignado com pequenas transparências e redoma do nariz dielétrica larga.
- Xian H-6J – Versão do H-6K para uso da Marinha do Exército Popular de Libertação (PLANAF (em inglês)) em substituindo o modelo H-6G; tinha grande compartimento de carga e alcance com a performance similar ao H-6K.[9]
- Xian H-6M – Transportador de mísseis de cruzeiro, equipado com quatro pilones sob as asas para armas, com sistema de guiagem de terreno. Sem armamento defensivo e baia de bombas.[6]
- Xian H-6N/H-6X1 – Transportador de míssil balístico lançado pelo ar.[10][11][12] É capaz de transportar o míssil balístico anti-navio Dongfeng-21D ou o CJ-100 míssil de cruzeiro supersônico,[13] com adição no alcance em 3 700 mi (5 950 km) e capacidade de reabastecimento aéreo ou uma combinação de cargas grandes, incluindo ogivas nucleares.[14] Ele também tem a possibilidade de modificação para poder transportar o veículo aéreo não tripulado de alta altitude e alta velocidade de reconhecimento WZ-8.[10]
- Xian HD-6 (Hongzhaji Dian-6) – Versão de guerra eletrônica com nariz sólido.

### Variantes de reabastecimento
- Xian HY-6 (Hongzhaji You-6)
- Xian HY-6U
- Xian HY-6D
- Xian HY-6DU

### Versões de exportação
- Xian B-6D – Versão de exportação do H-6D.

### Protótipos,testbedse variantes propostas
- Xian H-6I
- H-6 teste de motor
- H-6 teste de lançamento

## Operadores

### Operador actual
China - até 140 H-6/H-6E/H-6F/H-6H/H-6K, e 10h-6U de serviço, em 2014, na Força aérea e 30 H-6D de serviço, em 2010, na Marinha

### Antigos operadores
Egito - usou partes da aeronave, compradas à China, em quantidades desconhecidas
 Iraque - usou quatro H-6D, armados com mísseis C-601, adquiridos durante a guerra entre o Irão e o Iraque, na qual pelo menos um dos bombardeiros foi abatido. Todos os restantes foram destruídos, no solo, durante a Guerra do Golfo.